# The Coffee Bean & Tea Leaf
The Coffee Bean & Tea Leaf (o simplemente llamado Coffee Bean) es una cadena de cafeterías fundada en 1963, que en agosto de 2014 ya tenía más de 900 tiendas por el mundo.

## Historia

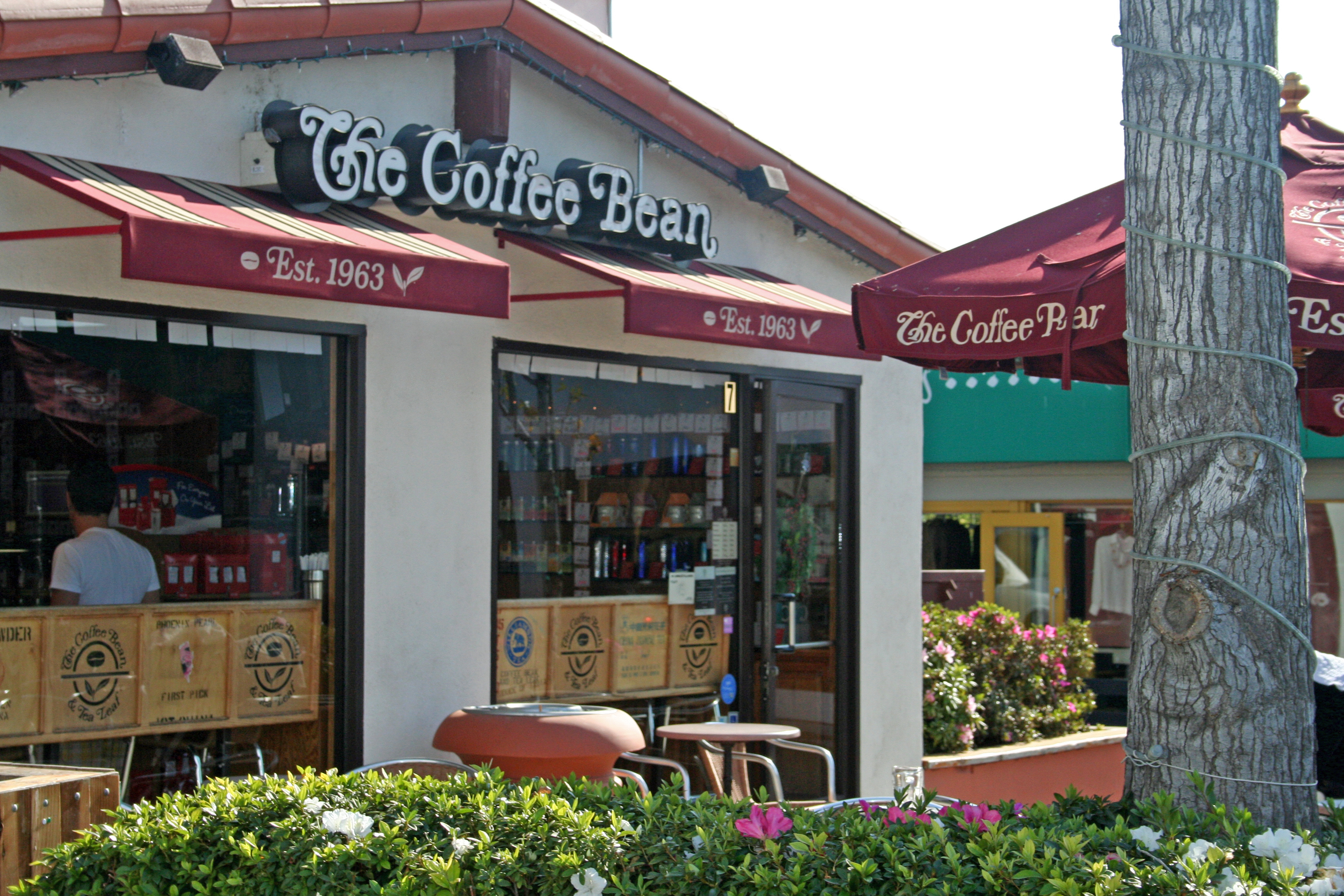
Tienda Coffe Bean

La compañía fue fundada por Hebert Hyman en 1963, la creó principalmente para personas de negocios y personas apresuradas
La primera tienda fuera de los Estados Unidos se abrió en Suecia, después de que Hyman y su esposa Mona viajaran allá y descubrieran lo autóctono y perfecto que es el café de allí[cita requerida].
En 1996 Hyman vendió los derechos de la compañía a la empresa asiática Singaporean Brothers.
En diciembre del 2015, desembarca en Paraguay, siendo el primer país de América del Sur donde entra la franquicia, abriendo su primer local en el barrio de Villa Morra de la capital paraguaya. Luego abrió 3 locales más, en el centro histórico y en shoppings. Curiosamente, al mismo tiempo que es el primer país donde entra Coffee Bean, es el único país de Sudamérica donde no está presente la cadena similar, Starbucks. 

### Café

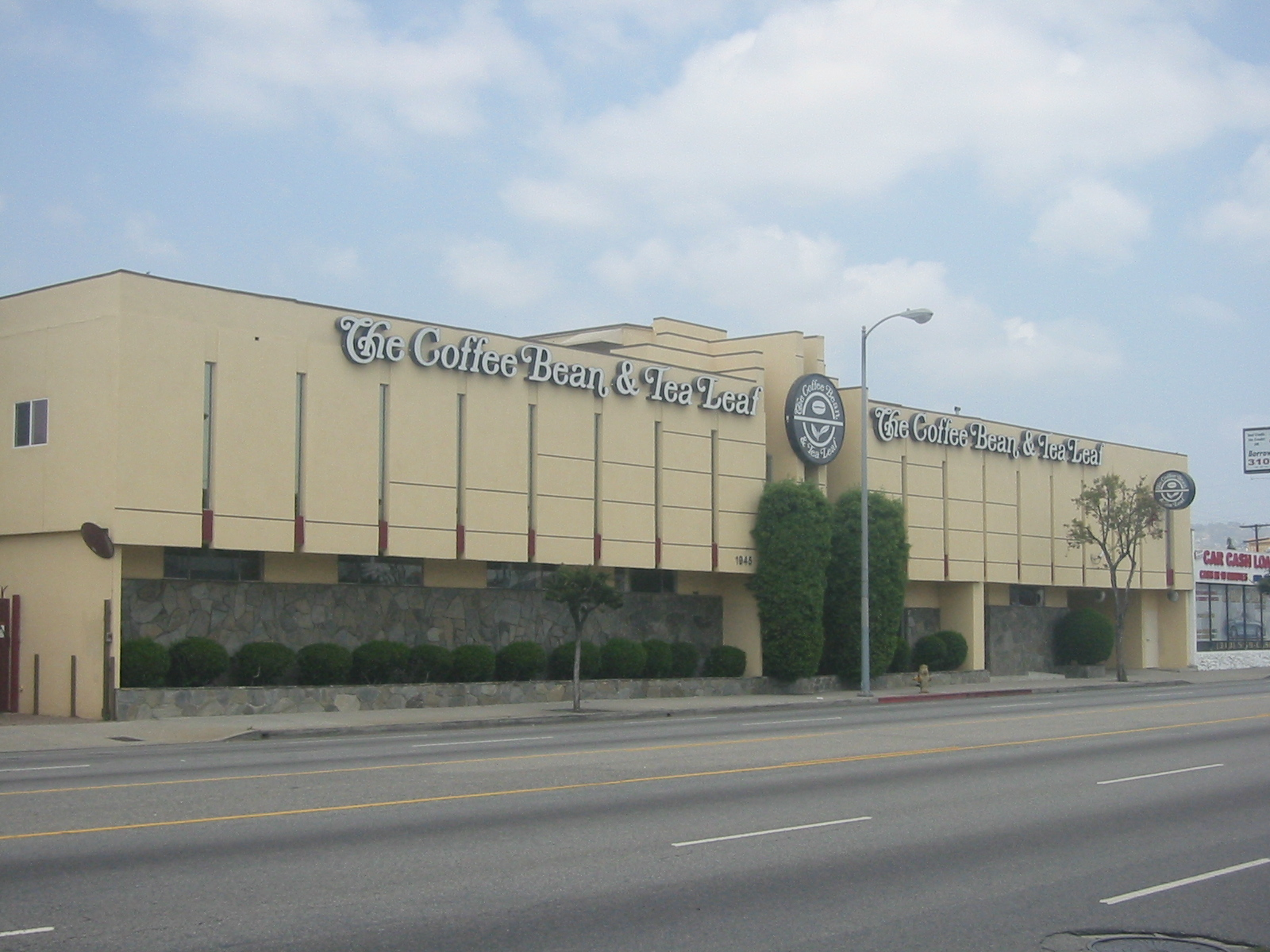
Tienda Principal de The Coffee Bean en Los Ángeles.

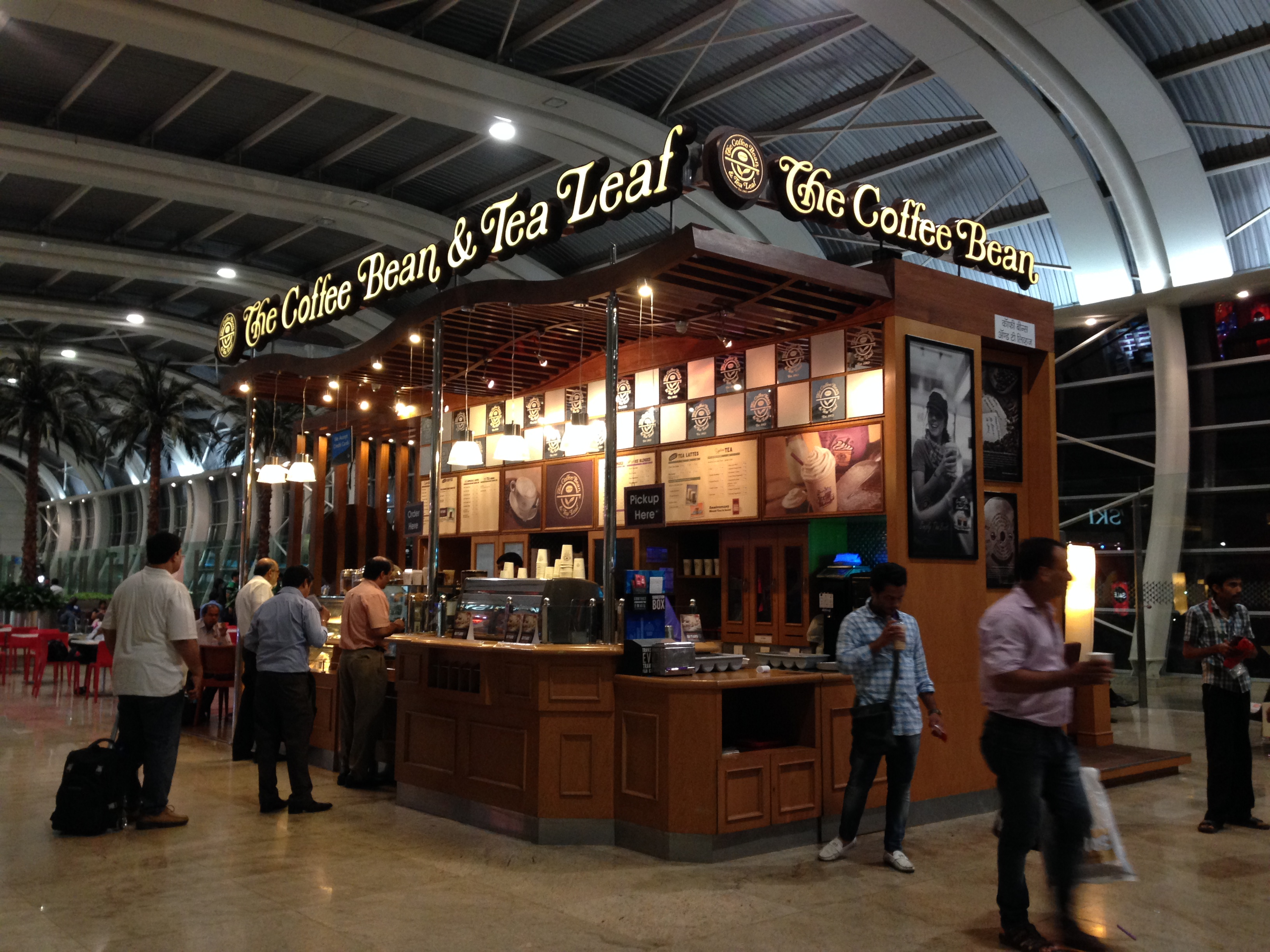
Un Coffe Bean en el Aeropuerto de Bombay.

El café de la Compañía se clasifica en siete categorías: Light & Subtle, Light & Distinctive, Light & Smooth, Descafeinado, Reserve, Dark y Dark & Distinctive.
Los granos provienen de países como Colombia, Indonesia, Jamaica, Kenia y Tailandia
En Navidad ofrece distintos sabores como Gingerbread, Candy Cane y Red Velvet

### Té
El té de la compañía también se divide en siete categorías: Green, Black, Oolong, Herbal Fusion, Descafeinado, Flavored y Te Master. Uno de sus tés más famosos es el Chai Latte

## Asociaciones
En mayo de 2013 la compañía anunció que firmaba un acuerdo exclusivo con Hilton Worldwide el cual trata de que ofrecerán el café de la compañía en sus hoteles en Norteamérica, Sur América y Centroamérica

## En la Cultura Popular
La cafetería se ve notablemente varias veces en series de la cadena HBO. En series como Entourage en la cual se ve bastante en la temporada 2.
También se ha visto unas cuantas veces en el "reality" The Hills, de la cadena MTV.